# 曹熙奉
曹熙奉（1971年8月23日—），韓國男演員。

## 演出作品

### 電視劇
- 2006年：KBS《武器啊，保重》
- 2007年：KBS《魔王》
- 2008年：KBS《快刀洪吉童》飾演 皇帝
- 2008年：MBC《每天夜晚》飾演 趙尚哲
- 2008年：KBS《戀愛結婚》飾演 朴賢成
- 2009年：SBS《市政廳》飾演 池局長
- 2009年：KBS《天下無敵李平岡》飾演 官芝樂娛樂公司的代表
- 2009年：KBS《夥伴們》
- 2009年：MBC《慶淑，慶淑爸》
- 2010年：KBS《推奴》飾演 末奉
- 2010年：KBS《逃亡者Plan.B》飾演 詹姆斯 奉
- 2010年：tvN《奇察密錄》
- 2011年：KBS《Dream High》飾演 娛樂記者
- 2011年：MBC《你真漂亮》飾演 張大風
- 2011年：SBS《樹大根深》飾演 韓家
- 2012年：KBS《赤道的男人》飾演 Mr.Khun
- 2012年：MBC《I do I do》飾演 薛奉秀
- 2012年：SBS《因為是你才喜歡》飾演 馬道堯
- 2013年：OCN《The Virus》飾演 高秀吉
- 2013年：KBS《Good Doctor》飾演 高忠萬
- 2013年：tvN《籃球》一人分飾多角
- 2013年：KBS《Drama Special－爸爸變態中》
- 2013年：SBS《來自星星的你》飾演 安東民（一開始女主角所屬公司的安代表）
- 2014年：SBS《Three Days》飾演 高永勛
- 2014年：KBS《黃金交叉》飾演 姜主東
- 2014年：JTBC《宥娜的街》飾演 洪繼八
- 2014年：SBS《對我而言可愛的她》飾演 江泰民
- 2015年：SBS《看見味道的少女》飾演 奇忠道
- 2015年：KBS《今天開始我愛你》飾演 卞俊培
- 2015年：SBS《六龍飛天》飾演 河崙
- 2015年：KBS《Drama Special－秘密》飾演 朴刑警
- 2015年：SBS《你的窺視》飾演 尚鎮
- 2016年：KBS《Master－麵條之神》飾演 都久
- 2016年：SBS《美女孔心》
- 2016年：KBS《雲畫的月光》飾演 成內官
- 2016年：tvN《THE K2》飾演 刑警
- 2017年：KBS《赤身的消防員》飾演 權正男
- 2017年：OCN《隧道》飾演 全盛植
- 2017年：SBS《我的野蠻女友》飾演 甄弼行
- 2017年：SBS《操作》飾演 楊東植
- 2017年：KBS《最強送餐員》飾演 張東洙
- 2018年：SBS《Switch－改變世界》飾演 奉導演
- 2018年：KBS《你的管家》飾演 高太秀
- 2019年：SBS《綠豆花》飾演 洪家
- 2019年：KBS《只走花路吧》飾演 南日南
- 2020年：tvN《Oh My Baby》飾演 南秀哲
- 2020年：JTBC《模範刑警》飾演 吳奉植
- 2021年：tvN《御史與祚怡》飾演 吏房大人
- 2021年：MBC《衣袖紅鑲邊》飾演 洪麟漢
- 2022年：KBS2《红丹心》飾演 馬書房
- 2022年：Disney+《第六感之吻》飾演 業務總監
- 2022年：JTBC《模範刑警2》飾演 吳奉植
- 2022年：JTBC《Insider》飾演 柳泰勳（教授）
- 2023年：MBC《朝鮮律師》飾演 朴製秀（特別出演）
- 2023年：MBC《Numbers：大廈之林的監視者們》飾演 具代表
- 2023年：SBS《災後調查日誌2》飾演 梁致榮
- 2023年：KBS《高麗契丹戰爭》飾演 劉瑨

### 電影
- 2003年：《漢城大劫案》
- 2003年：《最後一隻狼》
- 2003年：《選拔》
- 2003年：《Pass Me》
- 2004年：《超級明星甘士龍》
- 2005年：《我老婆是大佬 3》
- 2005年：《燦爛的一天》
- 2005年：《我生命中最美的一周》
- 2006年：《我人生中最糟糕的男人》
- 2006年：《三街劇場》
- 2006年：《熱血男兒》
- 2006年：《好好過日子》
- 2006年：《堤防傳說》
- 2006年：《家庭的誕生》
- 2007年：《謀殺快樂》
- 2008年：《曾經有一次》
- 2008年：《京城往事》
- 2008年：《視線1318》
- 2009年：《洪吉童的後裔》
- 2010年：《暢銷書（朝鲜语：베스트셀러_(영화)）》
- 2011年：《逃亡者》
- 2011年：《盲證》
- 2012年：《領跑人》
- 2012年：《愛情小說》
- 2012年：《5百萬美金男子漢》
- 2013年：《未生：Prequel》
- 2013年：《蒙太奇》
- 2014年：《海賊：汪洋爭霸》
- 2016年：《國家代表2》
- 2017年：《秋天郵遞局》
- 2022年：《極速快遞》饰演 金氏
- 2022年：《搞笑得刚刚好》
- 2024年：《棉花绽放的日子》（목화솜 피는 날）[2]